# Orde van Luthuli
De Orde van Luthuli (Engels: Order of Luthuli) werd in 2003 door de regering van Zuid-Afrika ingesteld. De nieuwe ordes vervingen de oudere Orde van de Goeie Hoop, de Orde van de Ster van het Zuiden en de Orde van Verdienste. Het veld waarvoor deze orde wordt toegekend wijkt zozeer af van wat gebruikelijk was dat men niet kan stellen dat de Orde van Luthuli een oudere orde vervangt.
Deze orde wordt verleend voor verdiensten op vijf terreinen.
- Het gevecht voor democratie
- Het opbouwen van democratie en mensenrechten
- Het opbouwen van de natie
- Gerechtigheid en vrede
- Het oplossen van conflicten.

De orde werd genoemd naar Albert Luthuli, een met de Nobelprijs onderscheiden leider van het ANC.
In de statuten van deze ridderorde worden begrippen als "ridder" en "grootkruis" vermeden omdat ze te Europees aandoen.
De orde heeft ook niet de gebruikelijke indeling in vijf graden zoals die in het internationale diplomatieke verkeer gebruikelijk zijn.
• Goud: de dragers dragen naar Brits voorbeeld de letters OLG achter hun naam. Deze graad beloont "exceptionele" verdienste.
• Zilver: de dragers dragen naar Brits voorbeeld de letters OLS achter hun naam. Toegekend voor excellente prestaties.
• Brons: de dragers dragen naar Brits voorbeeld de letters OLB achter hun naam. Toegekend voor uitzonderlijke prestaties.
Het versiersel of kleinood van de orde is een driehoekige schijf met daarop een afbeelding van een vuursteen boven een aarden pot. De vuursteen symboliseert de zonsopgang boven Isandhlwana, Daarnaast zijn twee hoorns afgebeeld met de initialen "AL". afgebeeld. Onder de aarden pot zijn versieringen met een luipaardmotief aangebracht. Dat verwijst naar de hoofdtooi die Albert Luthili als stamhoofd droeg.
Op de keerzijde staat het wapen van Zuid-Afrika.
Men draagt alle versierselen aan een lint om de hals. Het lint is roomwit met ingeweven monogrammen "AL" en afbeeldingen van vuurstenen.